# Jorrel Hato
Jorrel Hato (sinh ngày 7 tháng 3 năm 2006) là một cầu thủ bóng đá chuyên nghiệp người Hà Lan hiện đang thi đấu ở vị trí trung vệ hoặc hậu vệ cánh trái cho câu lạc bộ Chelsea tại Premier League và Đội tuyển bóng đá quốc gia Hà Lan.

## Sự nghiệp câu lạc bộ

### Ajax
Sinh ra tại Rotterdam, Hato từng là thành viên của học viện đào tạo bóng đá trẻ của Sparta Rotterdam trước khi chuyển đến Ajax năm 2018. Tháng 3 năm 2022, Hato ký hợp đồng chuyên nghiệp đầu tiên với Ajax để cam kết tương lai của anh đến tháng 7 năm 2025 sau khi nhận được nhiều sự chú ý từ các đội bóng lớn tại Châu Âu.

#### 2023–nay: Cầu thủ chủ chốt và đội phó
Ngày 11 tháng 1 năm 2023, Hato có trận đấu chính thức đầu tiên cho Ajax khi vào sân từ ghế dự bị trong trận gặp Den Bosch tại Cúp KNVB. Ngày 5 tháng 2 năm 2023, anh có trận đấu ra mắt giải đấu Eredivisie trong cuộc đối đầu SC Cambuur và là cầu thủ Ajax trẻ thứ ba trong lịch sử ra mắt giải đấu này ở tuổi 16 và 335 ngày sau Ryan Gravenberch và Clarence Seedorf. Anh được trao cơ hội đá chính trong cả sáu trận đấu cuối cùng của Ajax tại Eredivisie 2022-23 và ra sân từ đầu trong trận chung kết Cúp KNVB với PSV Eindhoven.
Trong trận đấu đầu tiên của Ajax tại mùa giải Eredivisie tiếp theo gặp Heracles Almelo, Hato đóng góp một kiến tạo và từ đó anh trở thành một nhân tố không thể thiếu trong đội hình Ajax. Anh có bàn thắng đầu tiên cho đội một Ajax trong chiến thắng 5-0 trước Vitesse Arnhem ngày 25 tháng 11 năm 2023. Do sự ra đi của Davy Klaassen và Dušan Tadić cũng như chấn thương của Steven Bergwijn và Steven Berghuis, anh được bổ nhiệm làm đội phó. Anh trở thành đội trưởng trẻ nhất của Ajax trong trận đấu gặp AEK Athens tại UEFA Europa League vào ngày 14 tháng 12 năm 2023.
Ngày 12 tháng 3 năm 2024, anh gia hạn hợp đồng với Ajax đến cuối tháng 6 năm 2028. Hato tiếp tục vai trò trụ cột của mình trong mùa giải 2024–25 dưới thời tân huấn luyện viên Francesco Farioli. Vào cuối mùa giải, anh được vinh danh là Cầu thủ trẻ xuất sắc nhất Eredivisie mùa 2024-25. Trong mùa bóng 2024-25, trên mọi đấu trường, Hato thi đấu 50 trận và ghi được 3 bàn thắng. Trong tổng số thời gian thi đấu cho đội một Ajax, Hato ghi được 4 bàn, có 9 kiến tạo qua 111 trận trên mọi đấu trường.

### Chelsea
Ngày 3 tháng 8 năm 2025, Chelsea công bố tân binh Hato là tân binh mới của câu lạc bộ với bản hợp dồng có thời hạn 7 năm và phí chuyển nhượng ban đầu 35,5 triệu £.

## Sự nghiệp quốc tế
Vào tháng 11 năm 2021, anh được triệu tập vào đội tuyển U-16 Hà Lan. Anh trở thành đội trưởng của đội tuyển U-16 Hà Lan vào năm 2022. 
Sau một thời gian ngắn thi đấu cho các đội U-17 Hà Lan và U-21 Hà Lan, Hato được triệu tập vào đội tuyển quốc gia Hà Lan tham dự các trận đấu vòng loại UEFA Euro 2024 gặp Cộng hòa Ireland và Gibraltar vào tháng 11 năm 2023. Anh ra mắt vào ngày 21 tháng 11 năm 2023 khi vào sân thay Virgil van Dijk trong hiệp một trong chiến thắng 6–0 trước Gibraltar. Sau trận ra mắt, Hato tiếp tục được triệu tập vào đội tuyển quốc gia và có thêm bốn lần ra sân cho cho đội tuyển trong năm 2024. Anh khoác áo lần thứ sáu cho đội tuyển quốc gia khi vào sân thay người trong trận lượt về tứ kết UEFA Nations League với Tây Ban Nha vào ngày 23 tháng 3 năm 2025.

## Đời tư
Hato là người gốc Curaçao, Cabo Verde và Hà Lan. Anh sinh ra tại Rotterdam.

## Thống kê sự nghiệp

### Câu lạc bộ
Tính đến 13 tháng 7 năm 2025
| Jong Ajax           | 2022–23             | Eerste Divisie      | 13 | 1 | — | — | —  | — | 13  | 1 |   |   |
| Ajax                | 2022–23             | Eredivisie          | 11 | 0 | 4 | 0 | 0  | 0 | 15  | 0 |   |   |
| Ajax                | 2023–24             | Eredivisie          | 33 | 1 | 1 | 0 | 12 | 0 | 46  | 1 |   |   |
| Ajax                | 2024–25             | Eredivisie          | 31 | 2 | 2 | 0 | 17 | 1 | 50  | 3 |   |   |
| Ajax                | Tổng cộng           | Tổng cộng           | 75 | 3 | 7 | 0 | 29 | 1 | 111 | 4 |   |   |
| Chelsea             | 2025–26             | Premier League      | 0  | 0 | 0 | 0 | 0  | 0 | 0   | 0 | 0 | 0 |
| Tổng cộng sự nghiệp | Tổng cộng sự nghiệp | Tổng cộng sự nghiệp | 88 | 4 | 7 | 0 | 29 | 1 | 124 | 5 |   |   |

1. ↑  Bao gồm Cúp KNVB
2. ↑  Ra sân tám lần tại UEFA Europa League, ra sân bốn lần tại UEFA Europa Conference League
3. ↑  Ra sân tại UEFA Europa League

### Quốc tế
Tính đến 20 tháng 3 năm 2025
| Đội tuyển quốc gia | Năm       | Trận | Bàn |
| ------------------ | --------- | ---- | --- |
| Hà Lan             | 2023      | 1    | 0   |
| Hà Lan             | 2024      | 4    | 0   |
| Hà Lan             | 2025      | 1    | 0   |
| Tổng cộng          | Tổng cộng | 6    | 0   |

## Danh hiệu

### Cá nhân
- Cầu thủ trẻ xuất sắc nhất mùa giải Eredivisie: 2024–25
- Cúp Abdelhak Nouri: 2022–23
- Cầu thủ trẻ xuất sắc nhất Eredivisie trong tháng: Tháng 8 năm 2023